# A Estrada
A Estrada – gmina w Hiszpanii, w prowincji Pontevedra, w Galicji, o powierzchni 280,72 km². W 2011 roku gmina liczyła 21 657 mieszkańców.